# Saint-Loup (Ródano)
Saint-Loup es una comuna situada en el departamento de Ródano, de la región de Auvernia-Ródano-Alpes, en Francia.

## Demografía
| 374 | 385 | 494 | 716 | 807 | 864 | 958 | 1 037 |
| Para los censos de 1962 a 1999 la población legal corresponde a la población sin duplicidades (Fuente: INSEE [Consultar]) |     |     |     |     |     |     |       |